# Mike Foy
Michael James „Mike” Foy (ur. 24 lutego 1962 w Chicago) – amerykański zapaśnik w stylu klasycznym. Dwa razy występował na Igrzyskach Olimpijskich w wadze do 90 kg. Odpadł w eliminacjach w Seulu 1988 roku, a w Barcelonie 1992 roku zajął 6 miejsce. Srebrny medalista Mistrzostw Świata w 1989 roku i Igrzysk Panamerykańskich w 1995. Złoto na Mistrzostwach Panamerykańskich z 1989 roku. Trzecie miejsce w Pucharze Świata w 1989 i 1990 roku.